# Alan Oakes
Alan Arthur Oakes (Winsford, 1942. szeptember 7. –) már angol labdarúgó, a Manchester City csúcstartója az 564 pályára lépéssel.

## Sikerek
Egyéni
- Az év játékosa (Manchester City): 1975

Manchester City
- KEK győztes: 1970
- FA-kupa győztes: 1969
- Ligakupa győztes: 1970, 1976
- Charity Shield győztes: 1968, 1972
- Első osztály bajnok: 1967–68
- Másodosztály bajnok: 1965–66

## Fordítás
Ez a szócikk részben vagy egészben  az   Alan Oakes című angol Wikipédia-szócikk fordításán alapul.  Az eredeti cikk szerkesztőit annak laptörténete sorolja fel. Ez a jelzés csupán a megfogalmazás eredetét és a szerzői jogokat jelzi, nem szolgál a cikkben szereplő információk forrásmegjelöléseként.